# Graham Central Station
Graham Central Station ist eine US-amerikanische Funkband, die vor allem in den 1970ern erfolgreich war. Der Bandname ist ein Wortspiel, das New Yorks Grand Central Terminal, meist Grand Central Station genannt, mit dem Namen des Bandgründers Larry Graham kombiniert. Ihr größter Hit war 1975 Your Love, das Platz 1 der R&B-Charts erreichte.

## Diskografie

### Studioalben
| Jahr | Titel                           | Höchstplatzierung, Gesamtwochen, AuszeichnungChartsChartplatzierungen (Jahr, Titel, Platzierungen, Wochen, Auszeichnungen, Anmerkungen) | Anmerkungen      |
| Jahr | Titel                           | US | Anmerkungen      |
| ---- | ------------------------------- | --- | ---------------- |
| 1974 | Graham Central Station          | US48 (26 Wo.)US |                  |
| 1974 | Release Yourself                | US51 (18 Wo.)US |                  |
| 1975 | Ain’t No ’Bout-A-Doubt It       | US22 Gold · (24 Wo.)US |                  |
| 1978 | My Radio Sure Sounds Good To Me | US105 (11 Wo.)US |                  |
| 1979 | Star Walk                       | US136 (4 Wo.)US | mit Larry Graham |

Weitere Alben
- 1976: Mirror
- 1977: Now Do U Wanta Dance
- 1979: Star Walk
- 1997: By Popular Demand (nur in Japan)
- 1998: GCS 2000 (mit Prince)
- 2012: Raise Up

### Livealben
- 1992: Live in Japan ’92’
- 1996: Live in London
- 2003: Can You Handle This? (1975)

### Kompilationen
- 1996: The Best of Larry Graham and Graham Central Station, Vol. 1
- 2001: The Jam: The Larry Graham & Graham Central Station Anthology
- 2003: Greatest Hits

### Singles
| Jahr | Titel Album                               | Höchstplatzierung, Gesamtwochen, AuszeichnungChartsChartplatzierungen (Jahr, Titel, Album, Platzierungen, Wochen, Auszeichnungen, Anmerkungen) | Anmerkungen |
| Jahr | Titel Album                               | US | Anmerkungen |
| ---- | ----------------------------------------- | --- | ----------- |
| 1974 | Can You Handle It? Graham Central Station | US49 (8 Wo.)US |             |
| 1975 | Your Love Ain’t No ’Bout-A-Doubt It       | US38 (9 Wo.)US |             |
| 1975 | It’s Alright Ain’t No ’Bout-A-Doubt It    | US92 (2 Wo.)US |             |
| 1976 | The Jam Ain’t No ’Bout-A-Doubt It         | US63 (6 Wo.)US |             |